# 北林明日香
北林 明日香（きたばやし あすか、1979年9月6日 - ）は、日本の女優、ダンサー。Tommy february6のバックダンサー出身でCDデビューも果たしたTommy☆angelsの元メンバー。東京都中野区出身。太田プロダクション所属。フェリス女学院大学文学部卒業。以前は、ブリングアップに所属していた。

## 人物
- YURIMARIのバックダンサーや『東京オートサロン2002』ピエリブースでキャンペーンガール、Tommy february6のバックダンサーを経て、2003年にTommy☆angelsとして歌手デビューする。
- 愛称は、コアスカ（ダンサーとしては、小柄な事から）、ほっくん（北林の「北」読み。NANA MIZUKI LIVE SENSATIONのメンバー紹介より）。
- 世界遺産検定2級所持。青汁の愛飲者。韓国語をある程度理解し、漢陽大学で短期間学んでもいる。そのこともあって韓国旅行も好きだが、現地でミュージカル「プリシラ」観劇中、客席から呼ばれてステージ上に立った経験がある。
- 母親が長野県出身[2]で、兄が1人いる[3]。
- 愛読書は『ガラスの仮面』、『キャプテン翼』。
- 尊敬するアーティストは安室奈美恵。高校生の頃、雑誌の『街で見つけたアムラーさん』特集で掲載されたこともある。[4]
- 同じ太田プロ所属の桂木悠希とは、中学時代の新体操部の競技で[5]、吹田早哉佳とは一時期、水樹奈々のバックダンサーとして、それぞれ一緒だった。
- 元YURIMARIの中村ゆりとは、共に旅行をすることもある間柄である[6]。
- 美木良介主催のロングブレスのインストラクターでもある[7]。

## 音楽
- Tommy☆angels『You'll be my boy』（2003年12月17日）DFCL-1248

## 出演

### テレビ番組
- Aloha Style（テレビ東京 2003年）
- おしゃれ!アイドル学園（テレビ東京 2003～2004年）
- ダチョ・リブレ（テレ朝チャンネル へらクレス編アシスタントの一人として　2010〜2012年）
- 業界LOVE STORY だからテレビはおもしろい（東海テレビ 2011年）
- 恋愛成就バラエティー 「幸せになりたいの(しあなり)」（2012年・TOKYO MX 第10回 放送分）
- 西方笑土「踊るカマドウマの夜」（2012年・NHK BSプレミアム4月21日深夜放送分）
- 美木良介ロングブレス講座・土曜版（2015年～BS-TBS 実技者の一人として）
- 美木良介ロングブレス講座・日曜版（2015年～BS-TBS 実技者の一人として）
- 寺門ジモンの肉専門チャンネル (第58回 特別編 ジモン 山でジビエを食う 2019年3月・フジテレビONE)

### 舞台
- オーバー·ザ·ピンクレインボー（Pink Rain Drops） 2005年
- HAKKENDEN2005（鏡沢亜由美）
- DOUBLE STANDARDご都合主義で行こう！ 2006年
- 舞台版「こちら葛飾区亀有公園前派出所」30周年だよ!おいしいとこ取りスペシャル
- 太紀ちゃん祭りVol.7　花も嵐も踏み越えて PART2『GOOD BETTER BEST』
- The Pleasuredome 〜ザ・プレジャードーム〜 2008年
- オアシスと砂漠　2009年
- タップ・ジゴロ　2010年
- 銀河英雄伝説 第一章 銀河帝国編 2011年
- ペテン・ザ・ペテン
- 渚のはなし
- LIPSYNCA / ヒールをはいたオトコ!?タチ
- MACROSS THE MUSICALTURE 2012年
- 志村けん笑 2016年
- SAYUMINGLANDOLL ～再生～ 2017年 [8]
- 志村魂シリーズ 2007-2017年
- SAYUMINGLANDOLL ～宿命～ 2018年
- 演劇女子部「ファラオの墓 〜蛇王・スネフェル〜」 2018年

### PV
- 水樹奈々 New Sensation ，still in the groove
- KOTOKO ハヤテのごとく!
- Tommy february6 Love is forever，MaGic in youR Eyes

### CM
- 宝酒造「松竹梅」
- 日立製作所「プリウス」
- 資生堂「ティセラ」
- 日清食品「カップヌードル」－本音と建前篇－（2014年10月）

### その他
- 水樹奈々 後藤真希 MEG ライブツアーバックダンサー
- 「サクラ大戦・帝都花組全曲ライブ」（サクラ大戦シリーズのチャリティーライブ）Dancer[9]
- 太田プロライブ「月笑」クライマックス2010年，2011年アシスタントMC[10]
- 大漁時刻表 2014-2016年版 表紙モデル＆記事（枝本博人著/昭和ハルブランチ社刊 ）
- フィッシングショーOSAKA2014[11]-2015 ，ジャパンフィッシン グショー2015 ，国際フィッシングショー「JAPAN Fishing Festival 2014」イベント出演
- DVDでよくわかる！ 120歳まで生きるロングブレス 2019年 実技モデル (美木良介著/幻冬社刊)
- 美木良介 ロングブレス 完全ベスト版 DVD BOOK 限定パッケージ 2020年 実技モデル (美木良介著/宝島社刊)

## 参照サイト
- SHOW HOLIC 北林明日香